# Piper puberulirameum
Piper puberulirameum är en pepparväxtart som beskrevs av C. Dc.. Piper puberulirameum ingår i släktet Piper och familjen pepparväxter. Inga underarter finns listade i Catalogue of Life.